# Pavel Petrov
Pavel Pavlovitj Petrov (ryska: Павел Павлович Петров), 20 mars 1987, är en rysk landslagsman i kanot. Han blev världsmästare i C-2 500 meter vid sprintvärldsmästerskapen i kanotsport 2015.
Vid VM i Köpenhamn 2021 tog Petrov brons tillsammans med Michail Pavlov, Viktor Melantiev och Ivan Sjtyl i C-4 500 meter.